# يوهان ناخب ساكسونيا
يوهان (بالألمانية: Johann der Beständige)‏ (30 يونيو 1468 - 16 أغسطس 1532)؛ والمعروف بـ يوهان حازم أو يوهان الراسخ؛ هو ناخب ساكسونيا من أسرة فتين، هو ابن الثاني لـ إرنست ناخب ساكسونيا وإليزابيث من بافاريا، يرجع إليه الفضل في تنظيم الكنيسة اللوثرية ككنيسة الدولة في ساكسونيا الإرنستية، وأيضا كان زعيم الرابطة شمالكالدي للدول البروتستانتية التي تأسست في 1530 لحماية الإصلاح، وتوفي في 1532 وخلفه ابنه البكر يوهان فريدرخ الأول.

## روابط خارجية
- يوهان ناخب ساكسونيا على موقع الموسوعة البريطانية (الإنجليزية)